# Muriel Zürcher
Compléments
Site officiel:  https://murielzurcher.com
Muriel Zürcher, née le 20 avril 1971, est une écrivaine française de littérature jeunesse, lauréate de prix littéraires, et connue pour ses ouvrages de fiction ainsi que documentaires, souvent traduits à l'étranger.

## Biographie

### Formation et début de carrière
Née en 1971, Muriel Zürcher est diplômée de l'Institut d'études politiques de Paris et de l'École des hautes études en santé publique[réf. nécessaire]. Elle travaille d'abord comme psychomotricienne puis comme directrice des relations humaines dans un hôpital.

### Carrière littéraire
Muriel Zürcher publie des ouvrages de fiction (romans, bandes dessinées, albums) et des documentaires. Ses livres sont traduits à l'étranger et lauréats de prix littéraires. Parallèlement, elle anime des rencontres littéraires et des ateliers d'écriture,,.
Elle commence sa carrière d'écrivaine jeunesse en 2011 avec la publication du premier tome de sa trilogie dystopique, Le tourneur de page, parue aux éditions Eveil et découvertes. Le roman raconte l'histoire d'Alkan, un jeune garçon de Bullhavre, l'unique endroit ayant survécu à une catastrophe mondiale et qui impose en contrepartie de nombreux interdits à ses habitants assignés à résidence. Or, la curiosité d'Alkan va le pousser à enfreindre ces règles. Il fera des rencontres qui seront déterminantes pour son avenir et celui de Bullhavre.
Son roman Robin des Graffs paru en 2016 remporte un an plus tard le Prix franco-allemand pour la littérature de jeunesse.
Publié en 2020, son roman junior Des bleus au cartable explore le thème du harcèlement scolaire. Il raconte la rentrée en 6e de Lana, Ralph et Zélie, et leur difficulté à trouver leur place au collège. Il est notamment lauréat du Prix des Incorruptibles 2022,. Il remporte également le prix Renaudot des benjamins 2021.
En 2022, Les Histoires des autres est sélectionné pour le Prix Vendredi. Selon l'avis critique de Michel Abescat dans Télérama, « On entre dans cette ronde dominée, contre toute attente, par l’humour et la fantaisie, on se laisse vite emporter par la folie douce qu’elle distille. Et ça fonctionne : le roman noir finit par se fondre dans le conte de fées. »
En 2023, elle publie une BD, La magie de la danse, illustré par Marcia Rubino, sur le thème de la grossophobie. La même année, son roman On ne sépare pas les morts d'amour (Didier Jeunesse, 2023), qui évoque une histoire d’amour entre deux ados de cités rivales, remporte le prix jeunesse ALÉ 2024.

### Vie privée
Elle vit dans le département de la Savoie.

## Œuvres principales

### Romans pour adolescents et jeunes adultes
- Trilogie Le tourneur de page (Eveil et découvertes)
  - Passage en Outre Monde (2011)
  - Vers l'inconnu (2012)
  - Au delà des temps (2013)
- Ça déménage au 6b (Thierry Magnier, 2014)
- Robin des Graffs (grand format aux éditions Thierry Magnier, 2016 ; format poche dans la collection Pôlefiction Éditions Gallimard, 2021)
- Soléane (Didier Jeunesse, 2016)
- Et la lune, là-haut (Thierry Magnier, 2019)
- #sauverLou (Didier Jeunesse, 2020)
- A corps perdu (Didier Jeunesse, 2021
- Les histoires des autres (Thierry Magnier, 2022)
- On ne sépare pas les morts d’amour (Didier Jeunesse, 2023)
- La fille qui creusait un trou dans la forêt (Thierry Magnier, 2024)
- Bye bye, Dubaï ! (Didier Jeunesse, 2024)

### Romans et fictions enfants
- La forêt des totems (Thierry Magnier, 2014)
- Nino Baracolo et l’armée des épouvantables (Thierry Magnier, 2019)
- Des bleus au cartable (Ed Didier Jeunesse, 2020)
- Croméo et Judeblette (Ed Milan, illustré par Amélie Graux, 2020)
- Vacances au chalet maudit (Ed Didier Jeunesse, illustré par S. Pelon, 2022)
- Yéti, y es-tu ? (Milan, co-autrice Nathalie Somers, illustré par Pauline Pernette, 2023)
- Paris secret, 12 histoires extraordinaires (Larousse, illustré par Gérald Guerlais, 2024)

### Bandes dessinées
- Le Trésor de Chartreuse (Mosquito, dessinée par Nicolas Julo, 2017)
- Menaces en Chartreuse (Mosquito, dessinée par Nicolas Julo, 2018)
- Réfugiée en Chartreuse (Mosquito, dessinée par Nicolas Julo, 2020)
- Le grand défi des Alpes (Mosquito, dessinée par Nicolas Julo, 2021)
- La Magie de la danse, les auditions (Auzou, dessinée par Maurizio Rubino, 2023)

### Albums jeunesse
- Le petit père Noël rouge (Lire c’est partir, illustré par Déborah Micellin)
- Toile de dragon (Éditions Philippe Picquier, illustré par Qu Lan, 2014)
- Pas tout de suite, Bouille ! (Editions benjamins média, illustré par Gwen Keraval, 2015)
- C’est toi, le loup ? (Editions Lito, illustré par Céline Chevrel, 2015)
- Il était trop de fois ! (éditions Thierry Magnier, illustré par Ronan Badel, 2016)
- Le chef, c’est moi ! (Éditions Philippe Picquier, illustré par Krsysztof Sukiennik, 2019)
- Les plus beaux contes des arbres autour du monde (Larousse Jeunesse, illustré par Sarah Loulendo, 2021)
- Bonne nuit Petitechérie (Nathan, illustré par Stéphane Nicolet, 2022)
- Mon petit temps calme, histoires fabuleuses pour rêver (Fleurus, illustré par Claire Frossard, 2022)
- Une histoire trop trop mignonne (Thierry Magnier, illustré par Stéphane Nicolet, 2022)
- Bouille cherche partout (Benjamins média, illustré par Gwen Keraval, 2022)
- Tiko, drôle de bain ! (Auzou, illustré par Stéphane Nicolet, 2023)
- Un noël éblouissant (Fleurus, illustré par Fabien Ockto-Lambert, 2023)
- Méchants, histoires à lire sans frémir (Fleurus, illustré par Romain Lubière, 2023)
- Bon appétit, Petitechérie (Nathan, illustré par Stéphane Nicolet, 2024)

### Documentaires
- Youpi ! Oups ! Beurk ! Ces émotions qui pimentent la vie (Nathan, illustré par Stéphane Nicolet, 2012)
- La santé à très petits pas (Actes Sud Junior, documentaire illustré par Marion Puech, 2014)
- Questions Réponses : l’hôpital (Nathan, illustré par Pierre Caillou, 2017)
- Les émotions (Flammarion, collection Archidoc, illustré par Lucile Ahrweiller, 2018)
- L’histoire stupéfiante de la Terre, de la Vie et des Hommes (Actes Sud junior, illustré par Pooya Abbasian, écrit avec S. Hurtrez, 2019)
- Les bords de mer (Flammarion, illustré par Pierre Caillou, 2019)
- Les insectes Kididoc (Nathan, illustré par Sylvie Bessard, 2020)
- Bio-inspirés ! (Nathan et la Cité des Sciences et de l’Industrie, illustré par Sua Balac, 2020)
- La vue et les lunettes (Nathan, collection Questions ? Réponses ! illustré par François Foyard, 2021)
- Planète microbes (Nathan, collection Questions ? Réponses ! illustré par Nicolas André, 2021)
- Demain, on part sur Mars ! (Larousse Jeunesse, illustré par Candela Ferrandez, 2021)
- Demain, on part à la préhistoire ! (Larousse Jeunesse, illustré par Candela Ferrandez, 2021)
- Le kididoc des véhicules (Nathan, illustré par Didier Balicevic, 2021)
- La vie des arbres (Nathan kididoc, illustré par Laurent Audoin, 2022)
- Tous les chiens (Nathan, illustré par Marie Paruit, 2022)
- Tous les chats (Nathan, illustré par de Marie Paruit, 2023)
- L’hypersensibilité (Milan, illustré par d’Annick Masson, 2024)

## Adaptations théâtrales
- Des bleus au cartable a été adapté en 2023 par la Compagnie Noctambule

## Prix littéraires et distinctions
- Prix franco-allemand pour la littérature de jeunesse[14]  2017 pour Robin des graffs
- Prix Ado-Lisant[14] 2018 pour Robin des graffs
- Prix jeunes lecteurs de la PEEP 2021 pour #sauverLou[15],[14]
- Prix Gayant Lecture[14] 2021 pour Des bleus au cartable
- Prix des Incorruptibles[14] CM2/6ème 2022 pour Des bleus au cartable
- Prix des dévoreurs de livres[14] 2022 pour Des bleus au cartable
- Prix Marguerite-Audoux Collégiens du Cher 2022 pour #sauverLou
- Prix Chronos CM1/CM2 2024 pour Vacances au chalet maudit[16]